# Internationale Duitse School van Brussel
De Internationale Duitse School van Brussel (Duits: Internationale Deutsche Schule Brüssel) is een Duitse internationale school in Wezembeek-Oppem, in Vlaams-Brabant, slechts enkele kilometers ten oosten van het Brussels Hoofdstedelijk Gewest. De school biedt voorschools onderwijs, basisonderwijs en middelbaar onderwijs. De school werd geopend in 1803 en heeft ongeveer 560 leerlingen en 80 leraren. De aanwezigheid van de school in Wezembeek-Oppem trekt Duitse gezinnen aan, waar ze een expatgemeenschap vormden.

## Voormalige studenten
- Sophie Tassignon, Belgische jazzmuzikant en songwriter
- Fabian Thylmann [en], Duitse zakenman en investeerder
- Christine von Brühl [en], Duitse schrijver en journalist